# I Dream Too Much

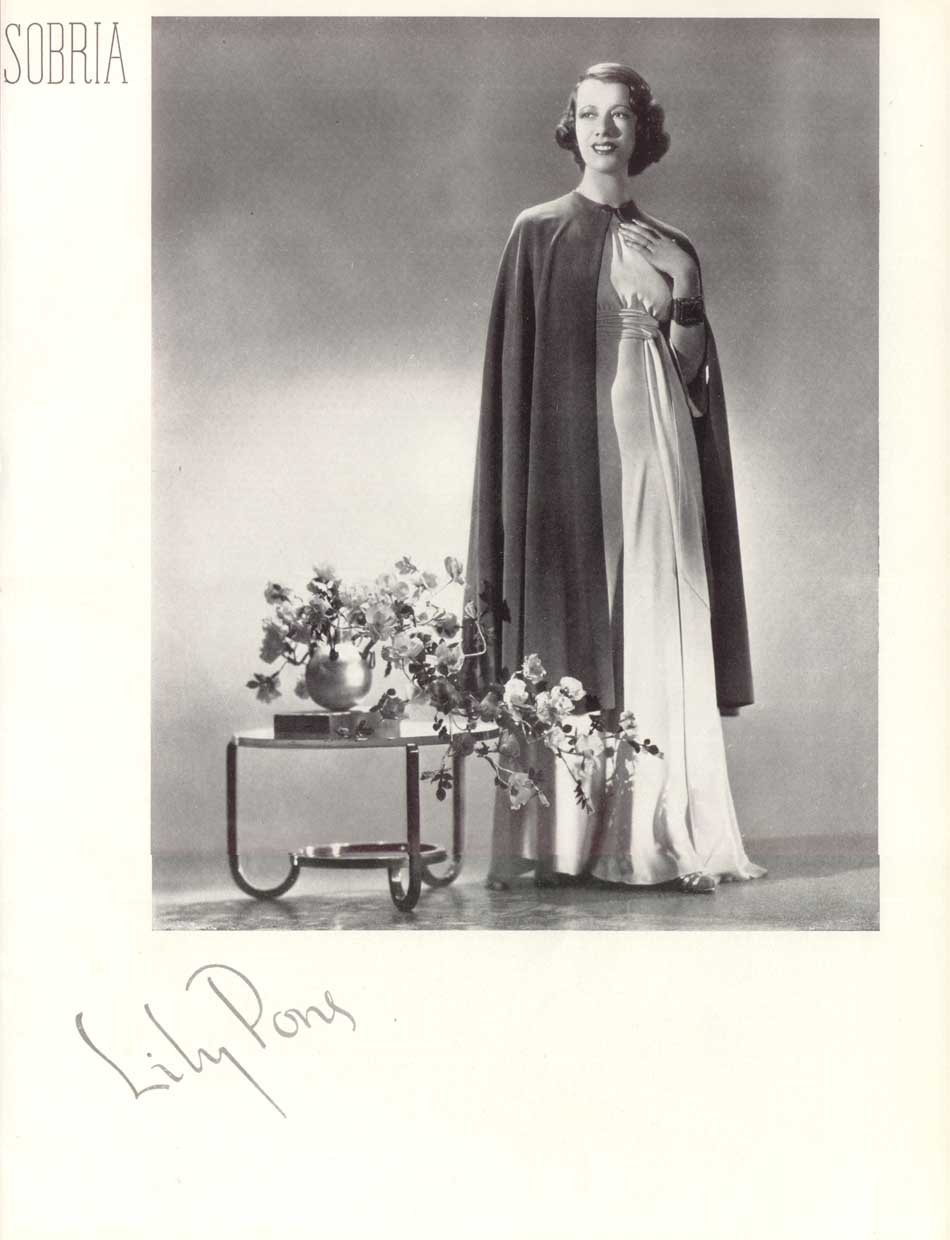
Lily Pons (aqui, em foto publicitária), fez somente três filmes em Hollywood, todos para a RKO. Após o fracasso do terceiro, o estúdio desistiu dela. Ela ainda apareceu na televisão durante a década de 1950, antes de retirar-se definitivamente.

I Dream Too Much (Brasil: Vivo Sonhando / Portugal: A Voz do Amor) é um filme estadunidense de 1935, do gênero drama musical, dirigido por John Cromwell e estrelado pela sensação da ópera Lily Pons, em sua estreia no cinema, e Henry Fonda. Entretanto, apesar do óbvio talento vocal da artista, a película fracassou nas bilheterias.
A trilha sonora, de Jerome Kern e Dorothy Fields, inclui, entre outras, as canções I Dream Too Much, The Jockey on the Carousel e I Got Love. Lily também canta trechos de diversas óperas, como Rigoletto e Lakmé.
O filme foi lembrado pela Academia, que lhe concedeu uma indicação ao Oscar, na categoria Melhor Mixagem de Som.

## Sinopse
Annette é uma francesa provinciana que estuda música e possui uma bela voz. Ela se casa com Johnny, um compositor norte-americano que tenta a vida em Paris. Enquanto a carreira dela vai de vento em popa, a dele fica estagnada, o que o leva a deixá-la. Annette, então, tenta reconquistá-lo ao transformar a ópera composta por ele em bem-sucedida comédia musical.

## Premiações
| Prêmio | Categoria             | Situação |
| ------ | --------------------- | -------- |
| Oscar  | Melhor Mixagem de Som | Indicado |

## Elenco
| Ator/Atriz         | Personagem          |
| ------------------ | ------------------- |
| Lily Pons          | Annette Monard      |
| Henry Fonda        | Johnny Street       |
| Eric Blore         | Roger Briggs        |
| Osgood Perkins     | Paul Darcy          |
| Lucille Ball       | Gwendolyn Dilley    |
| Lucien Littlefield | Hubert Dilley       |
| Mischa Auer        | Pianista            |
| Paul Porcasi       | Tio Tito            |
| Scotty Beckett     | Menino no carrossel |